# ルベン・ガブリエルセン
ルナン・ルベン・ガブリエルセン（Lunan Ruben Gabrielsen , 1992年3月10日 - ）は、ノルウェー・オップラン県レナ出身のサッカー選手。エリテセリエン・リールストロムSK所属。元ノルウェー代表。ポジションはDF。

## クラブ経歴
2007年にSKユーヴィク＝リンと契約し、翌年下部リーグながら16歳でプロデビュー。2009年にリールストロムSKに移籍。同年4月4日のオーレスンFK戦で、当時リーグ最年少となる17歳25日の若さでエリテセリエン初出場。2011年シーズンより出場機会が増え、同年シーズンにプロ初ゴールを決めた。
2014年7月、モルデFKと契約。加入後最終ラインの中心を任され、同年シーズンのリーグ優勝に貢献。更に国内カップ戦ノルウェー・カップも優勝し、二冠王を達成。2019年シーズンもリーグ優勝を果たした。
2019年12月23日、トゥールーズFCと3年契約を締結。日本のサッカーメディアでは『昌子源のライバル』と紹介されたものの、チームの低迷と共に不振気味だった昌子は後にガンバ大阪に移籍。その昌子と入れ替わる形で加入したガブリエルセンは、即先発に定着したものの、それまでの悪い流れを変えることは出来ず、2019-20シーズンリーグ・アン最下位に終わり、2部降格。2年目の2020-21シーズンはチームキャプテンを任された。
2021年8月31日、FCコペンハーゲンに12月31日までのレンタルで移籍した。
2022年1月24日、オースティンFCと2年契約を締結。
2023年1月8日、2014年まで所属していたリールストロムSKに復帰した。

## 代表経歴
2007年から各ユース世代のノルウェー代表に随時招集。しかし、フル代表には縁が無く、2020年9月のUEFAネーションズリーグに初招集。11月にも招集され、18日のオーストリア戦でフル代表デビューを果たした。